# 出世坂
出世坂（しゅっせざか）は北海道釧路市幣舞町にある坂である。

## ギャラリー

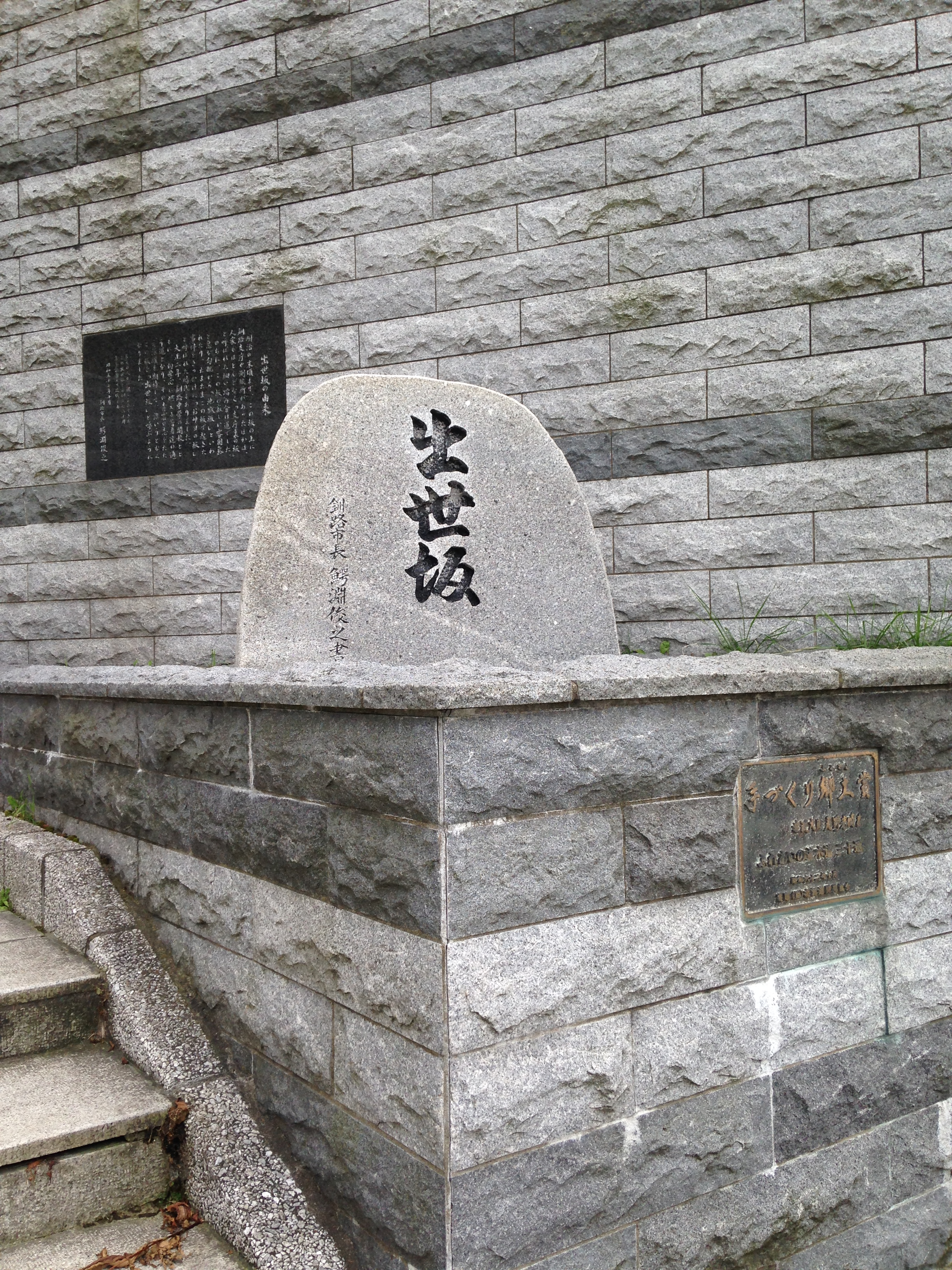
出世坂の石碑
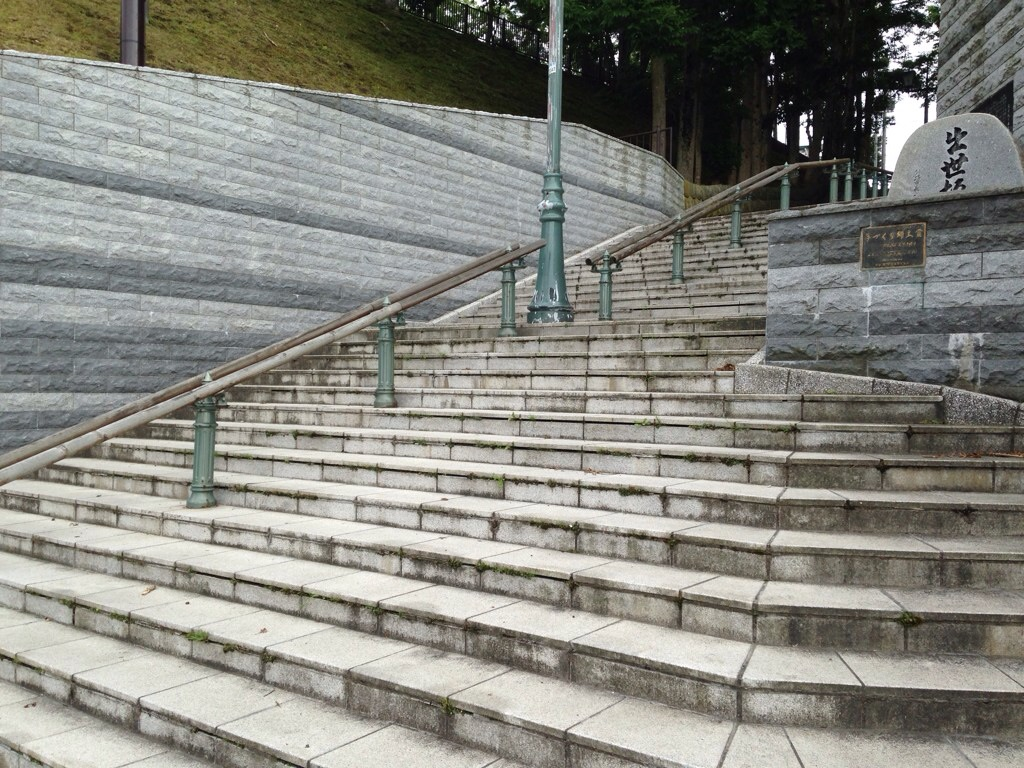
下から見た出世坂
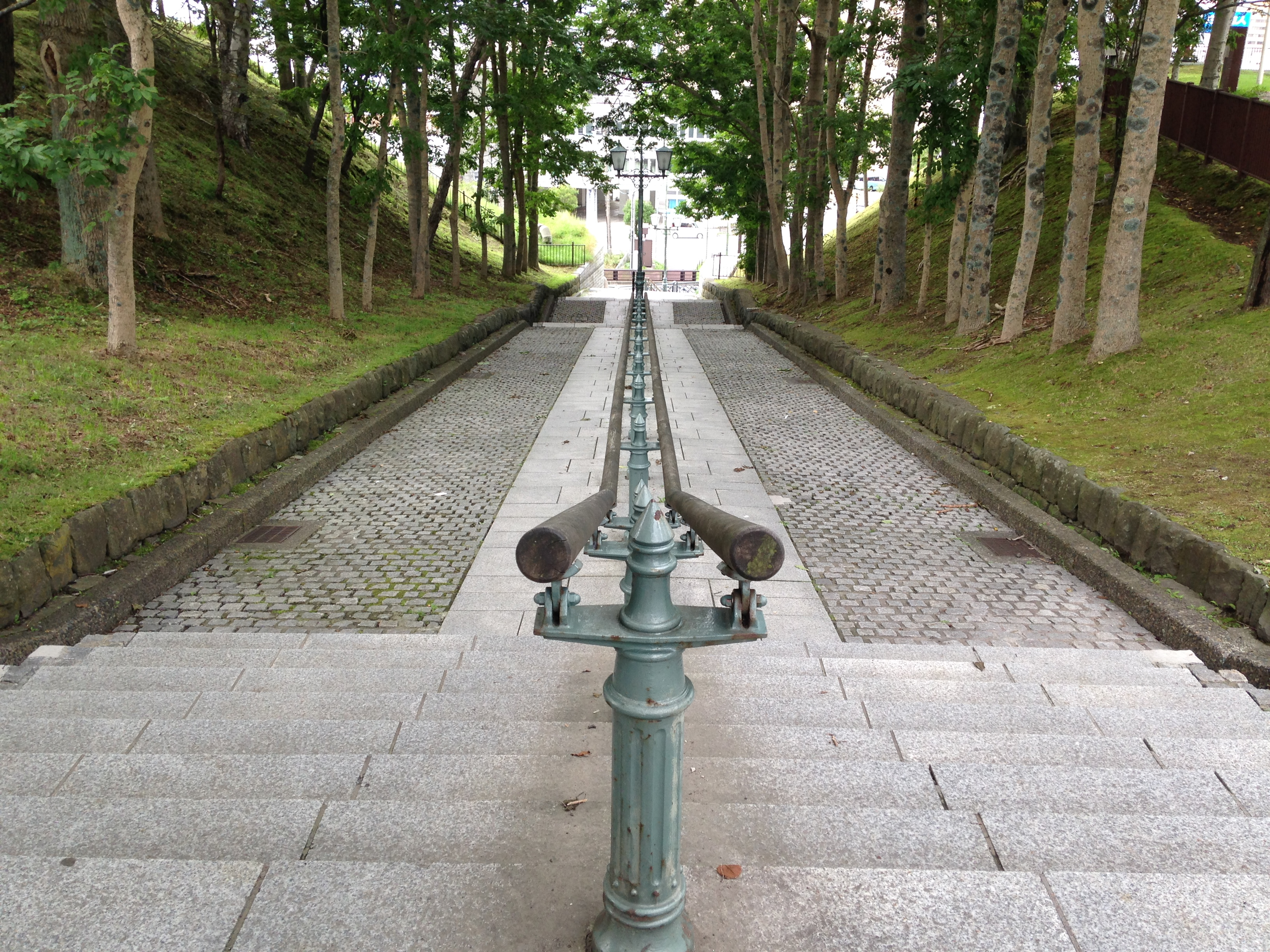
上から見た出世坂

## 歴史
明治の末頃まで、この坂の上に、釧路支庁や測候所があったほかは、人家もほとんどなく「支庁裏の坂」と呼ばれた細い踏み分け道であった。のちに、この坂の寂しい雰囲気と急な勾配から「地獄坂」といわれたり、たまたまこの坂で起きた事件をきっかけに「おサヨの坂」と呼ばれた時代もあった。大正二年、釧路中学校の開校とともに、向学心に燃える若者たちの通う道となり、その青雲の志をたたえ活躍を期待して、誰いうとなくこの坂を、「出世坂」と呼ぶようになった。
昭和57年(1982)、市制施行60周年を記念して「出世坂」改修事業完成式が行われた。
昭和62年(1987)、手づくり郷土賞（ふれあいの並木道部門）受賞。

## 舞台となった映画
- 挽歌
- ハナミズキ

## 周辺の施設など
- 幣舞橋
- まなぼっと幣舞
- 釧路市立美術館※「まなぼっと幣舞」内に開館。